# Клас-Ян Хюнтелар
Клас-Ян Хюнтелар (на нидерландски: Klaas-Jan Huntelaar, [ˈklaːs ˈjɑn ˈɦʏntəˌlaːr] изговор) е бивш нидерландски футболист, играещ като нападател. Той е голмайстор за всички времена на Младежкия национален отбор по футбол на Нидерландия. Роден е на 12 август 1983 г. в малкото селце Вор Дремпт. 

## Клубна кариера

### Ранни години в Холандия
Започва да тренира футбол в детската формация на Де Граафсхап и на 6 април 1994 г., едва 11-годишен подписва първия си договор с клуба. През първите две години с Де Граафсхап Хюнтелар играе като ляво крило, атакуващ полузащитник, а дори и като вратар, чак в своята трета година заиграва като нападател.
През сезон 1997/98, вече 14-годишен, Хюнтелар става голмайстор за детския отбор, като вкарва 33 гола в 20 мача. В следващия сезон 1999/2000 той става голмайстор на лига В1 с 31 гола. С този си успех привлича вниманието на емисари от гранда ПСВ Айндховен и през юни 2000 година преминава в техните редици.
В първия си сезон за ПСВ Хюнтелар бързо се превръща в голмайстор за младежкия отбор и отбелязва 26 гола в 23 мача. През втория му сезон в ПСВ, Хюнтелар е повикан от Гюс Хидинк в първия отбор. Прави дебют за мъжете на 23 ноември 2002 година, като влиза резерва на мястото на Матея Кежман. Това е първият му и последен мач с екипа на ПСВ.
След като не успява да впечатли треньорското ръководство, е преотстъпен на стария си клуб Де Графсхап. В началото на сезон 2003/2004 отново е изпратен под наем, този път до новака в Ередивизи АГОВВ, където Хюнтелар вкарва 26 гола и печели приза за голмайстор на Ередивизи. След края на сезона, впечатлени от представянето му в новака, от ПСВ Айндховен му предлагат през юни 2004 нов договор, но Хюнтелар обиден отказва. Подписва с Хееренвеен. Утвърждава се като основен голмайстор на отбора и до зимната пауза вкарва 17 гола в 15 мача и след края на полусезона преминава в Аякс Амстердам. Хееренвеен получава 9 милиона евро плюс процент от евентуален бъдещ трансфер на играча. Значителна част от тази сума отива и при съперниците от ПСВ Айндховен, в резултат на компенсация за обучение, наложени от правилата на ФИФА. В първия си сезон за Аякс 2005/2006, Хюнтелар прави фурор и бележи 33 гола в 31 мача, става голмайстор на първенството, печели и Купата на Холандия. За блестящото си представяне през този сезон, Клас-Ян е удостоен с наградата „Йохан Кройф“, която се връчва на най-талантливия състезател през годината. През следващия сезон 2007/2008 той отново става голмайстор на първенството, вкарвайки 33 гола в 34 мача. На 6 април 2008 вкарва хеттрик на бившите си съотборници от Де Граафсхап, а така и стотния си гол в Ередивизи.

### Реал Мадрид
На 4 декември 2008 г. Хюнтелар подписва договор до юни 2013 г. с Реал Мадрид, а стойността на трансфера е 20 млн. евро . Привличането му е наложено от тежката контузия на сънародника му Рууд ван Нистелрой. Началото за Хюнтелар при испанския шампион е всичко друго, но не и щастливо. Той е привлечен през зимния трансферен прозорец заедно с Ласана Диара, като и двамата вече са изиграли мачове за други отбори в европейските клубни турнири през текущия сезон. По действащо правило на УЕФА може само единият от тях да участва в мачове от Шампионската лига за новия си отбор. Този пропуск от недоглеждане Реал Мадрид се опитва да поправи с молба за допускане и на двамата играчи, която бива отхвърлена . Тогавашният треньор Хуанде Рамос предпочита Диара пред Хюнтелар, който дълго време не може да намери място в титулярния състав. Дебютира за Реал Мадрид на 4 януари 2009 г. в срещата с ФК Виляреал от Примера дивисион, а на 15 февруари 2009 г. срещу Спортинг Хихон успява да вкара първия си гол за „Белия балет“. Въпреки че следва успешен период с 8 гола в 6 срещи, в края на сезона Хюнтелар бива често заменян и рядко успява да вкара гол.

### Милан
След като новия треньор Мануел Пелегрини заявява, че няма да разчита през новия сезон на него, Хюнтелар преминава през лятото на 2009 г. в италианския Милан. Кариерата му в Италия започва също по нещастен начин. Първия мач от Серия А трябва да премине без него, поради червен картон, получен в последния кръг на Примера дивисион. И в следващия мач за първенството Хюнтелар е само зрител, защото в дербито срещу Интер треньорът Леонардо не желае да променя титулярния състав, спечелил първия мач от първенството. Следват спорадични участия в титулярния състав на Милан, съпроводени с чести смени, така че Хюнтелар успява да играе пълни 90 минути едва през 24-тия кръг на първенството. Крайната равносметка дава 7 гола в 25 участия за Милан. И тук, също както и в Реал Мадрид, ръководителите искат бързо резултати от отбора, сменят често треньора и водят хаотична трансферна политика. Собственикът на отбора Силвио Берлускони лично се застъпва за привличането на нови звезди в нападението като Златан Ибрахимович и Робиньо.

### Шалке 04
В началото на септември 2010 г. Хюнтелар преминава в немския Шалке 04 , където подписва тригодишен договор . Първия си мач за новия отбор изиграва на 10 септември 2010 г. при загубата с 0:2 като гост на Хофенхайм. На 19 септември 2010 г. вкарва единствения гол за Шалке в дербито срещу Борусия Дортмунд, завършило при резултат 1:3, три дни по-късно победния гол за 2:1 в гостуването при Фрайбург. В първите си 6 мача за първенството Хюнтелар вкарва общо 5 гола и един в Шампионската лига срещу Бенфика Лисабон. Във финалната среща за Купата на Германия срещу „Дуисбург“ вкарва два гола при победата с 5:0.
Първия си хеттрик в Бундеслигата Хюнтелар вкарва през 2-рия кръг на сезон 2011/12 за победата с 5:1 над „Кьолн“. Той успява на два пъти да отбележи и по четири гола в една среща – на 25 август 2011 г. в квалификацията за Лига Европа срещу „Хелзинки“ и в първия кръг за Купата на Германия срещу ФК Тенинген. На 8 април 2012 г. вкарва своя 43-ти гол в официални мачове за един сезон и става рекордьор на Шалке по този параметър, като по този начин пада 70-годишен клубен рекорд . Успоредно с това става и с вкараните 29 гола в Бундеслигата най-резултатния играч на Шалке в историята на клуба. Освен това по този начин до сезон 2015/16  е и най-резултатният чужденец в един сезон на Бундеслигата, който той завършва с 48 гола в 48 официални мача във всички турнири.
Следващият сезон 2012/13 не е толкова успешен за Хюнтелар, който вкарва общо във всички турнири 16 гола в 35 участия на терена, което и се дължи на чести контузии. Въпреки това през зимната пауза удължава договора си до 2015 г. 
Началото на сезон 2013/14 започва за Хюнтелар повече от обещаващо, като вкарва още в 1-вия кръг два гола на Хамбургер за равенството 3:3. През следващия кръг при загубата с 0:4 от Волфсбург се контузва обаче толкова тежко, че отсъства през целия есенен полусезон и се завръща в игра едва в 18-ия кръг пак срещу Хамбургер. Той вкарва победния гол за 1:0 без да е играл в нито една контрола през подготовката за пролетния полусезон. Хюнтелар намира бързо старата си форма и вкарва 9 гола в първите си 12 мача след тежката контузия. През декември 2014 той и Шалке се споразумяват за нов договор до 30 юни 2017 г. 
На 31 януари 2015 г. в срещата срещу Хановер 96 Хюнтелар получава директен червен картон, а Германският футболен съюз го наказва с пропускане на 6 мача, което Шалке обжалва . На 10 март 2015 г. в осминафинал на Шампионската лига той вкарва два гола срещу бившия си клуб Реал Мадрид при спечеленото с 4:3 гостуване на Шалке в Мадрид.
На 13 май 2017 г. при домакинството срещу Хамбургер Хюнтелар изиграва последния си мач за Шалке 04. След 7 години в Гелзенкирхен, той става една от легендите на клуба – 175 мача в Бундеслигата с 82 гола, 15 мача за Купата на Германия с 13 гола и 49 мача в европейските клубни турнири с 31 гола.

### Завръщане в Аякс
На 1 юни 2017 г. Хюнтелар подписва едногодишен договор с клуба от Амстердам, който го поставя в безплатен трансфер, след като договорът му с Шалке 04 не е бил удължен . Хюнтелар заявява, че не се е върнал, за да се оттегли, а за да стане шампион с Аякс, което не бе успял в предишния си период в този отбор. По принцип неговият конкурент Каспер Долберг, който се представя много добре през предишния сезон, е щял да бъде първият нападател през този сезон . Долберг обаче не е в добра форма и Хюнтелар често успява да излезе като титуляр в отбора през първата половина на сезона. Освен това, през декември 2018 г. Долберг се контузва за дълго време. В неделя, 21 януари 2018 г., Хюнтелар реализира за 2:0 в домакинския мач срещу действащия холандски шампион Фейенорд, което го поставя в топ 5 на играчите с най-много голове в двубоите Де Классикер между двата гранда в нидерландската Висша лига с 8 попадения. Той се изравнява по голове с Йохан Кройф и Хенк Гроут. Само Шак Сварт (14), Кор ван дер Гийп (12), Руд Гелс (11) и Яри Литманен (9) са отбелязали повече по време на мачовете между Аякс и Фейенорд . Той успява да вкара 13 гола през сезона, но желанието му да стане шампион с Аякс все още не се сбъдва.
В началото на сезона 2018/19 Хюнтелар обикновено е все още титуляр в основния състав, отчасти защото Долберг все още се бори с контузии. По време на сезона Долберг постепенно започва да играе повече за сметка на Хюнтелар. Понякога се посочва и Душан Тадич. В гостуващия мач срещу ФК Емен на 3 април Хюнтелар отбелязва своя почетен стотен гол за Аякс. Десет дни по-късно той прави хеттрик за 6:2 в състезателния мач срещу Екселсиор. Той става най-старият играч на Аякс, който е вкарал 3 гола в един мач. Една седмица по-късно Хюнтелар също играе важна роля срещу ФК Грьонинген. Той вкарва единствения гол в мача и след това сваля фланелката си, за което получава жълт картон. По-късно в мача той получава втори жълт картон, така че червен картон . На 5 май той има голям дял в победата на Аякс над Вилем II Тилбург във финала за Купата на KНВБ с два гола. Това е третият финал за Холандската купа, в който Хюнталар реализира попадение. Само Йохан Кройф и Пит Кайзер са вкарвали голове в най-малко толкова финали за купата. Хюнтелар също става най-старият играч, който вкарва в последната битка за Купата на КНВБ от Cruijff през 1983 г. [158] На 15 май 2019 г., на 35 години Хюнтелар става шампион за първи път в кариерата си, в гостуващ мач (1:4) срещу стария си клуб Де Граафсхап. 

## Национален отбор
Под ръководството на Луис ван Гаал Хюнтелар играе през 2001 на Световното първенство за младежи за отбора на Холандия и вкарва два гола преди отбора да бъде отстранен на четвъртфинала от Египет. След доброто му представяне през сезона 2005/06, когато вкарва общо 44 гола в 47 срещи за Хееренвеен и Аякс, Хюнтелар е номиниран за мъжкия Национален отбор на Холандия за участието му на Световното първенство през 2006 г. Въпреки това не пътува за Германия, а играе за Холандия на Европейското първенство за младежи до 21 години в Португалия. Там той става голмайстор на турнира с 4 гола , като два от тях вкарва на финала срещу Украйна при спечелването на титлата с 3:0. Освен това попада и в идеалния отбор на първенството. Равносметката на Хюнтелар в младежкия национален отбор на Холандия до 21 години е 18 гола в 22 мача, което е рекорд за страната.
След фурора при младежите Хюнтелар е привлечен от треньора Марко ван Бастен в мъжкия национален отбор още за следващия приятелски мач на 16 август 2006 г. като гост срещу Ирландия. Младият нападател вкарва два гола и асистира за два при победата с 4:0. На Европейското първенство през 2008 г. играе в един мач, срещу Румъния, където вкарва един и подава за втори гол. На Световното първенство през 2010 г. отново е част от отбора, където играе в четири мача и отбелязва един гол срещу Камерун.
Още в първия си мач след световното първенство при гостуването на Сан Марино в мач от квалификациите за европейско първенство през 2012 г. вкарва първия си хеттрик за Холандия, която печели мача с 5:0. Хюнтелар става в края на квалификационния цикъл голмайстор с 12 гола от 8 мача, като един гол не му достига, за да изравни рекорда за всички времена. 
На Световното първенство в Бразилия през 2014 г. треньорът Луис ван Гаал отново го вика в редиците на националния отбор, но в групата не изграва нито един мач. Звездният му момент идва обаче в осминафинала срещу Мексико, където сменя в 82-рата минута Робин ван Перси. Шест минути по-късно подава за изравнителния гол на Уесли Снайдер. В четвъртата минута от продълженията вкарва сам от дузпа победния гол за 2:1.

## Успехи

### На клубно ниво
Аякс Амстердам
- Купа на Нидерландия – 2005/2006, 2006/2007
- Награда „Йохан Кройф“ – 2006, 2007
- Шампион – 2018/2019

 Шалке 04
- Купа на Германия – 2010/2011
- Суперкупа на Германия – 2011

### Национален отбор
- Европейско първенство за младежи до 21 години 2006 – шампион
- Световно първенство по футбол 2010 – вицешампион
- Световно първенство по футбол 2014 – 3-то място

### Лични успехи
- Голмайстор на Еерсте Дивизи 2003/2004,
- Играч на годината на Еерсте Дивизи 2003/2004,
- Голмайстор на Ередивизи 2005/2006 и 2007/2008
- Най-голям млад талант на годината на Ередивизи 2005/2006
- Голмайстор УЕФА Европейско първенство за младежи до 21 години – 2006
- Голмайстор за всички времена на Младежкия национален отбор по футбол на Холандия до 21 години
- Голмайстор на Първа Бундеслига 2011/2012 с 29 гола – рекорд за чужденец в Бундеслигата
- Голмайстор на квалификациите за Европейското първенство по футбол 2012 – 12 гола